# 万水站
萬水站（：／ Mansu yeok */?）曾經为韩国铁路庆全线上的一座鐵路站，位于全罗南道和順郡绫州面万水里，已于2008年废止。

## 历史
- 1932年11月1日，落成使用[1]。
- 1944年6月15日，停止使用[2]。
- 1965年7月1日，重新使用[3]。
- 2008年1月1日，停止使用[4]。